# Pedra Redonda (Serro)
A Pedra Redonda é um morro onde se localiza a nascente do rio Jequitinhonha. Eleva-se a 1335 metros no município do Serro, no estado de Minas Gerais
A Pedra Redonda dista doze quilômetros do centro da cidade do Serro e hoje está inserida na Área de Proteção Ambiental Estadual das Águas Vertentes. A montanha é também local de peregrinação no dia 15 de agosto, dia da Assunção de Nossa Senhora, quando os devotos moradores do lugar sobem a pedra, elevando suas preces em oferenda à santa padroeira.